# Planinski dom na Jančah

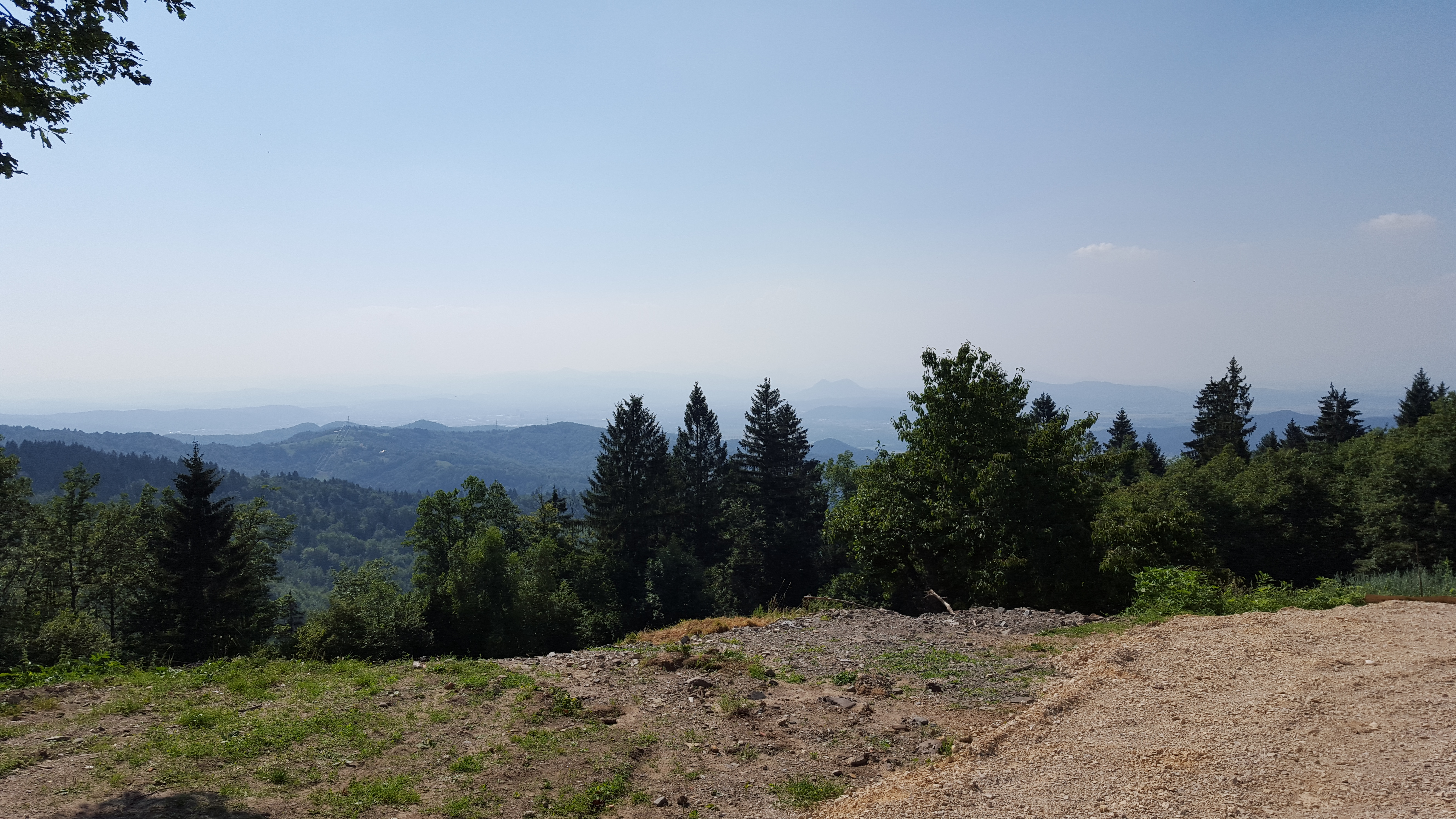
Widok z okolic schroniska

Planinski dom na Jančah – górskie schronisko turystyczne Słoweńskiego Związku Górskiego zlokalizowane we wschodniej części stolicy Słowenii, Lublany (w granicach administracyjnych miasta), na kopiastej górze Janče (także: Janški hrib, 794 m n.p.m.), najwyższej kumulacji Janškega hribovja, w pobliżu kościoła św. Mikołaja (słoweń. Župnijska cerkev sv. Miklavža), pośród zabudowań osady Janče. 

## Historia
W 1953 roku Planinsko društvo Litija otworzyło w zagrodzie pod Mahkovacem schronisko, które w 1954 roku przeniesiono do gospodarstwa niedaleko osady Galet. W międzyczasie na Jančach zaczęto budować schronisko górskie z prawdziwego zdarzenia, które otwarto 1 maja 1957 roku (tylko noclegi), natomiast 11 października 1959 roku w pełnym zakresie. Dom był kilkakrotnie remontowany. W 1982 roku zainstalowano telefon, a w 1988 roku zbudowano zbiornik na deszczówkę.

## Charakterystyka obiektu
Schronisko jest otwarte codziennie oprócz wtorków. W dwóch salach gastronomicznych znajduje się 80 miejsc siedzących, a 150 dalszych przy stołach na zewnątrz. W sześciu pokojach jest 21 miejsc noclegowych i dodatkowo w pokoju wieloosobowym 25 miejsc. Obiekt dysponuje toaletą, prysznicami z ciepłą wodą, centralnym ogrzewaniem i energią elektryczną. 
Okolice schroniska są dobrym punktem widokowym. Na wschodzie widać stąd wzgórza Posavje z Kumem, przed nim Ostrež z osadą Polšnik, na południowym wschodzie Dolenjsko gričevje i na południu Kočevski Rog, Goteniški Snežnik i Veliki Snežnik. W tym kierunku widoczne są też wsie Javorje, Pristava i Obolno oraz szczyt Kucelj, a przed nim wieś Prežganje z kościołem. Na zachodzie znajduje się Lublana na pierwszym planie, Kurešček, Mokrec i Krim na południowym zachodzie, a Javorniki i Nanos z tyłu. W tym samym kierunku, za Kotliną Lublańską, wznoszą się zabudowania wsi Polhov Gradec, Šmarna gora i Rašica, za nimi Škofjeloško pogorje, a na horyzoncie Alpy Julijskie z Triglavem. Na północnym zachodzie widać stąd zachodni grzbiet Karawanków z m.in. Stolem, Vrtačą, Begunjščicą i Košutą, a przed nim Dobrčę, Krišką gorę i Storžič. Na północnym horyzoncie znajdują się Alpy Kamnickie, a przed nimi Krvavec, Velika Planina, Lepenatka i Veliki Rogac.

## Turystyka
Przy schronisku przebiega znakowany niebiesko Europejski Długodystansowy Szlak Pieszy E6 na odcinku Malo Trebeljevo – Jevnica (stacja kolejowa) i szlak rowerowy ze schroniska do centrum miasta.